# Jill Watson
Jill Marilynn Watson (* 29. März 1963 in Bloomington, Indiana) ist eine ehemalige US-amerikanische Eiskunstläuferin, die im Paarlauf startete.
Zuerst begann sie im Paarlauf an der Seite von Burt Lancon. Mit ihm belegte sie bei den Olympischen Spielen 1984 den sechsten Platz.
Ab 1985 wurde dann Peter Oppegard ihr Eiskunstlaufpartner. In den Jahren 1985, 1987 und 1988 wurden sie US-amerikanische Meister. Im Zeitraum von 1985 bis 1988 nahmen sie an Weltmeisterschaften teil. Ihre einzige Weltmeisterschaftsmedaille gewannen sie mit Bronze 1987 in Cincinnati hinter den sowjetischen Paaren Jekaterina Gordejewa und Sergei Grinkow sowie Jelena Walowa und Oleg Wassiljew. Das gleiche Ergebnis erzielten Oppegard und Watson auch bei den Olympischen Spielen 1988 in Calgary.
Watson arbeitet heute als Trainerin. Fünf Jahre lang trainierte sie Rena Inoue und John Baldwin.

## Ergebnisse

### Paarlauf
(mit Burt Lancon)
| Wettbewerb / Jahr                | 1983 | 1984 |
| -------------------------------- | ---- | ---- |
| Olympische Winterspiele          |      | 6.   |
| Weltmeisterschaften              | 11.  | Z    |
| US-amerikanische Meisterschaften | 3.   | 3.   |

- Z = Zurückgezogen

(mit Peter Oppegard)
| Wettbewerb / Jahr                | 1985 | 1986 | 1987 | 1988 |
| -------------------------------- | ---- | ---- | ---- | ---- |
| Olympische Winterspiele          |      |      |      | 3.   |
| Weltmeisterschaften              | 4.   | 6.   | 3.   | 6.   |
| US-amerikanische Meisterschaften | 1.   | 2.   | 1.   | 1.   |